# Androsace tapete
Espèce
Androsace tapete est une espèce de plantes à fleurs dicotylédones de la famille des Primulaceae, originaire de la région himalayenne. Ce sont des plantes herbacées vivaces qui poussent en formant des coussins compacts sur les pentes herbeuses et dans les éboulis, entre 3 500 et 5 000 mètres d'altitude.

## Synonymes
Selon The Plant List (29 avril 2019) :
- Androsace densa Pax & K.Hoffm.
- Androsace gustavii R.Knuth
- Androsace sessiliflora Turrill[2]
- Primula tapete Kuntze